# 路易·皮卡莫莱斯
路易·皮卡莫莱斯（法語：Louis Picamoles；1986年2月5日—）是一位法國橄欖球運動員。他是法國國家橄欖球隊的一員，代表法國參加了2015年世界盃橄欖球賽。